# Ancus
Der Ancus (lat.) ist eine Neume in der Notation des Gregorianischen Chorals und stellt die liqueszensierte Form des Climacus dar.
In der Quadratnotation wird beim Ancus das letzte Punctum inclinatum beziehungsweise das letzte Punctum als Stichnote gesetzt. In den Handschriften wird die Strichführung am Ende der Gruppenneume stark gekrümmt dargestellt.
| Bezeichnung                       | Quadratnotation | Notation St. Gallen / Einsiedeln |
| --------------------------------- | --------------- | -------------------------------- |
| Climacus                          |                 |                                  |
| Ancus = liqueszensierter Climacus |                 |                                  |